# Ben Alexander

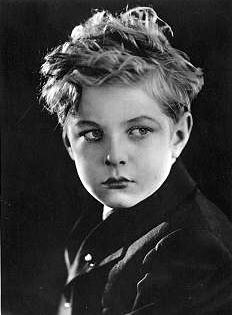
Ben Alexander als Kinderstar

Nicholas Benton Alexander (* 26. Mai 1911 in Goldfield, Nevada; † 5. Juli 1969 in Hollywood, Kalifornien) war ein US-amerikanischer Schauspieler. Von seiner Kindheit bis zum Tod im Schauspielgeschäft tätig, erhielt er für sein Schaffen in Film, Fernsehen und Radio drei Sterne auf dem Hollywood Walk of Fame.

## Leben
In Nevada geboren, zog seine Familie mit Alexander bereits in früher Kindheit nach Kalifornien. Seine ersten Rollen spielte er mit vier Jahren unter Regisseuren wie Cecil B. DeMille und D. W. Griffith. Der Kinderdarsteller spielte unter anderem in Griffiths Drama Hearts of the World den kleinen Bruder von Stummfilmstar Lillian Gish sowie Hauptrollen in einigen Kurzfilmen. Nach seiner Pubertät erschien Alexanders Karriere im Filmgeschäft Ende der 1920er-Jahre fast am Ende, als er 1930 mit Beginn des Tonfilmes im Filmklassiker Im Westen nichts Neues die Rolle des Soldaten Franz Kemmerich übernahm. In den folgenden Jahren spielte Alexander jugendliche Haupt- oder Nebenrollen in vielen B-Filmen, jedoch flachte seine  Schauspielkarriere Mitte der 1930er Jahre deutlich ab. Er fand ein neues Betätigungsfeld als Radioansager, unter anderem regelmäßig neben Dean Martin und Jerry Lewis in ihrer Radio-Comedyshow.
Ben Alexander hatte sich weitgehend aus dem Filmgeschäft zurückgezogen, als er von Jack Webb Anfang der 1950er-Jahre für eine der Hauptrollen in dessen Fernsehserie Dragnet verpflichtet wurde. Webb suchte einen Ersatz für den verstorbenen Schauspieler Barton Yarborough und fand ihn in Alexander, welcher die Rolle des Polizei-Officers Frank Smith bis 1959 in insgesamt 68 Folgen der Fernsehserie verkörperte. Zwischen 1966 und 1969 spielte Alexander die Rolle des Sergeant Dan Briggs in 73 Folgen einer weiteren Polizeiserie namens Gefährlicher Alltag. Neben seiner Filmkarriere besaß der Schauspieler ab den 1950er-Jahren ebenfalls einen Leihwagenhandel im Nordwesten von Los Angeles.
Von 1941 bis zur Scheidung im Jahre 1947 war Alexander mit Elizabeth Robb verheiratet, sie hatten ein Kind. 1950 heiratete er in zweiter Ehe Lesley Smith, mit der er bis zu seinem Tod verheiratet blieb und zwei Kinder bekam. Als seine Frau mit den Kindern im Sommer 1969 von einem Campingtrip zurückkehrte, fand sie den 58-jährigen Schauspieler tot auf. Die Todesursache war offenbar ein Herzinfarkt. Ben Alexander besitzt drei Sterne auf dem Hollywood Walk of Fame für seine Beiträge zu Film, Fernsehen und Radio. Er wurde auf dem Maui Cemetery in Wailuku, Hawaii, bestattet.

## Filmografie (Auswahl)
- 1916: Each Pearl a Tear
- 1916: Macbeth
- 1917: The Little American
- 1918: Hearts of the World

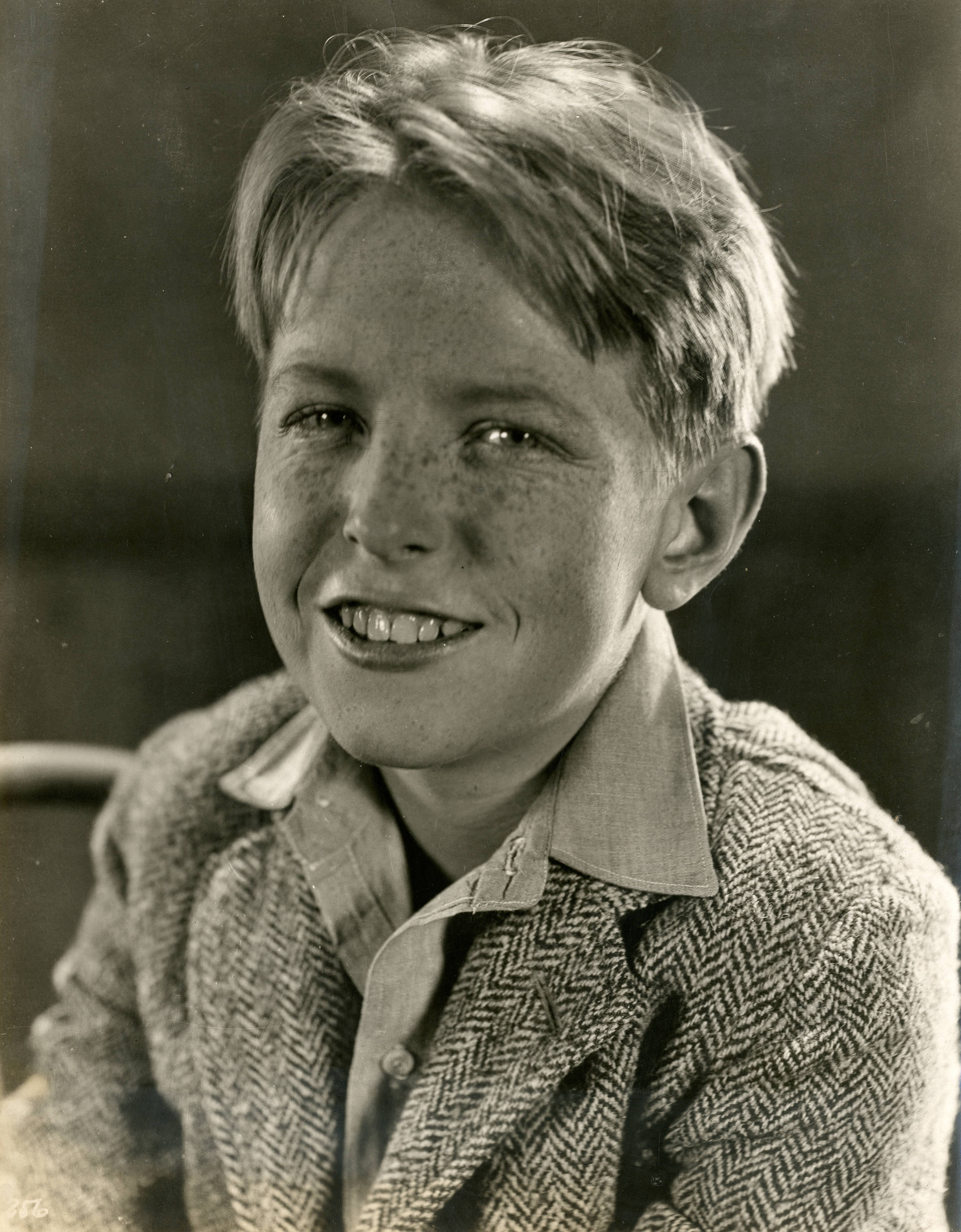
Ben Alexander (1925)

- 1929: Die ungekrönte Königin (The Divine Lady)
- 1930: Im Westen nichts Neues (All Quiet on the Western Front)
- 1932: Ein ausgefuchster Gauner (High Pressure)
- 1933: Revolution der Jugend (This Day and Age)
- 1934: The Life of Vergie Winters
- 1935: Sein letztes Kommando (Annapolis Farewell)
- 1937: Tanz mit mir (Shall We Dance)
- 1952–1959: Polizeibericht (Dragnet; Fernsehserie, 68 Folgen)
- 1954: Großrazzia (Dragnet)
- 1957: Des Teufels Lohn (Man in the Shadow)
- 1966: Batman (Fernsehserie, Folge The Yegg Foes in Gotham)
- 1966–1969: Gefährlicher Alltag (Felony Square; Fernsehserie, 73 Folgen)